# 칙찬 와카집
칙찬 와카집(일본어: 勅撰和歌集 촉센와카슈[*])는 일본에서, 천황이나 상왕(上皇)의 명에 의해 편집된 모든 가집(歌集)을 일컫는 통칭이다. 그 시초는 엔기(延喜|えんぎ, 연희)5년 (905년)에 편찬된 고킨와카슈(古今和歌集, 고금화가집)이다. 그 이래로 534년간 21책의 촉센와카슈들이 만들어졌다. 이것을 모두 모아 이십일대집(二十一代集)이라고 한다.
그 편집 시기에 따라 삼대집(三代集), 팔대집(八代集), 십삼대집(十三代集)으로 나누는데, 삼대집은 고킨와카슈에서 슈이와카슈(拾遺和歌集, 습유화가집)까지를, 팔대집은 고킨와카슈에서 신고킨와카슈(新古今和歌集, 신고금화가집)까지, 십삼대집은 신촉센와카슈(新勅撰和歌集, 신칙선화가집)에서 신쇼쿠고킨와카슈(新続古今和歌集, 신속고금화가집)까지를 이른다. 남북조 시대 당시 남조에서 편찬된 신요와카슈(新葉和歌集, 신엽화가집)는 성격상 준(準) 촉센와카슈로 따로 분류하여 이십일대집에 끼지 않는다.

## 목록
|      |                  | 시기                   | 하명(下命)                    | 찬자(撰者)                                                                                          | 서문                           | 권수 | 수록   | 비고                                               |
| ---- | ---------------- | ---------------------- | ----------------------------- | --------------------------------------------------------------------------------------------------- | ------------------------------ | ---- | ------ | -------------------------------------------------- |
| 1    | 고킨와카슈       | 905년                  | 다이고 천황                   | 기노 도모노리, 기노 쓰라유키, 오시코치노 미쓰네, 미부노 다다미네                                    | 가나서(仮名序), 마나서(真名序) | 20권 | 1100수 | 최초의 촉센와카슈                                  |
| 2    | 고센와카슈       | 951년 하명, 959년 편찬 | 무라카미 천황                 | 오나카토미노 요시노부, 기요하라노 모토스케, 미나모토노 시타고, 기노 도키부미, 사카노우에노 모치키   | X                              | 20권 | 1425수 |                                                    |
| 3    | 슈이와카슈       | 1007년                 | 가잔 천황                     | 가잔 천황                                                                                           | X                              | 20권 | 1351수 | 후지와라노 긴토 『拾遺抄』의 증보판                |
| 4    | 고슈이와카슈     | 1087년                 | 시라카와 천황                 | 후지와라노 미치토시                                                                                 | 가나서                         | 20권 | 1218수 |                                                    |
| 5    | 긴요와카슈       | 1126년                 | 시라카와 천황                 | 미나모토노 도시요리                                                                                 | X                              | 10권 | 650수  |                                                    |
| 6    | 시카와카슈       | 1151년                 | 스토쿠 천황                   | 후지와라노 아키스케                                                                                 | X                              | 10권 | 415수  | 촉센와카슈 중 가장 적은 수록                       |
| 7    | 센제이와카슈     | 1188년                 | 고시라카와 천황               | 후지와라노 도시나리                                                                                 | 가나서                         | 20권 | 1288수 |                                                    |
| 8    | 신고킨와카슈     | 1205년                 | 고토바 천황                   | 미나모토노 미치토모, 후지와라노 아리이에, 후지와라노 사다이에, 아스카이 마사쓰네, 쟈쿠렌            | 가나서, 마나서                 | 20권 | 1978수 | 쟈쿠렌은 헌납하기 전 사망                          |
| 9    | 신촉센와카슈     | 1235년                 | 고호리카와 천황               | 후지와라노 사다이에                                                                                 | 가나서                         | 20권 | 1374수 |                                                    |
| 10   | 쇼쿠고센와카슈   | 1251년                 | 고사가 천황                   | 후지와라노 다메이에                                                                                 | X                              | 20권 | 1371수 |                                                    |
| 11   | 쇼쿠고킨와카슈   | 1265년                 | 고사가 천황                   | 후지와라노 다메이에, 후지와라노 모토이에, 후지와라노 미쓰토시, 후지와라노 가요시, 후지와라노 유키야 | 가나서, 마나서                 | 20권 | 1915수 | 후지와라노 유키야는 헌납하기 전 사망               |
| 12   | 쇼쿠슈이와카슈   | 1278년                 | 가메야마 천황                 | 니죠 다메우지                                                                                       | X                              | 20권 | 1459수 |                                                    |
| 13   | 신고센와카슈     | 1303년                 | 고우다 천황                   | 니죠 다메요                                                                                         | X                              | 20권 | 1607수 |                                                    |
| 14   | 교쿠요와카슈     | 1312년                 | 후시미 천황                   | 교고쿠 다메카네                                                                                     | X                              | 20권 | 2800수 | 촉센와카슈 중 최다 수록                            |
| 15   | 쇼쿠센제이와카슈 | 1320년                 | 고우다 천황                   | 니죠 다메요                                                                                         | X                              | 20권 | 2143수 |                                                    |
| 16   | 쇼쿠고슈이와카슈 | 1326년                 | 고다이고 천황                 | 니죠 다메사다, 니죠 다메토                                                                          | X                              | 20권 | 1353수 | 하명 후 니죠 다메토가 죽고, 니죠 다메사다에게 인계 |
| 17   | 후가와카슈       | 1349년                 | 고곤 천황, 하나조노 천황 감수 | 고곤 천황                                                                                           | 가나서, 마나서                 | 20권 | 2211수 |                                                    |
| 18   | 신센제이와카슈   | 1359년                 | 고코곤 천황                   | 니죠 다메사다                                                                                       | X                              | 20권 | 2365수 |                                                    |
| 19   | 신슈이와카슈     | 1364년                 | 고코곤 천황                   | 니죠 다메메이, 돈나                                                                                 | X                              | 20권 | 1920수 | 니죠 다메메이 사망 후 돈나에게 인계                |
| 20   | 신고슈이와카슈   | 1384년                 | 고엔유 천황                   | 니죠 다메토, 니죠 다메시게                                                                          | 가나서                         | 20권 | 1554수 | 하명 후 니죠 다메토가 죽고 니죠 다메시게에게 인계  |
| 21   | 신쇼쿠고킨와카슈 | 1439년                 | 고하나조노 천황               | 아스카 이마요                                                                                       | 가나서, 마나서                 | 20권 | 2144수 |                                                    |
| 번외 | 신요와카슈       | 1381년                 | 죠케이 천황                   | 무네요시 친왕                                                                                       | 가나서                         | 20권 | 1426수 | 남조(南朝)의 것으로서 준(準) 촉센와카슈            |

## 같이 보기
- 칙찬집